# مقاطعة روكديل (جورجيا)
مقاطعة روكديل (بالإنجليزية: Rockdale County)‏ هي إحدى المقاطعات في ولاية جورجيا في الولايات المتحدة الأمريكية.